# Sorgente di vita
Sorgente di vita è un programma televisivo di carattere religioso in onda su Rai 2 e, dal 19 giugno 2022, su Rai 3, a cura dell'Unione delle comunità ebraiche italiane in convenzione con la Rai, che tratta argomenti e approfondimenti legati alla religione e alla cultura ebraiche.
Il programma è andato in onda per la prima volta nel 1973 sotto forma di rubrica della durata di quindici minuti e, insieme all'analoga rubrica Protestantesimo, è stato uno dei primissimi spazi di pluralismo religioso nella televisione italiana.
A partire dal 1975, dopo la riforma del servizio pubblico radiotelevisivo italiano, ha assunto la forma attuale di trasmissione a cadenza quindicinale, in alternanza con Protestantesimo. Viene trasmesso alla domenica in terza serata, con repliche nei due lunedì successivi a orari alternati (in mattinata e in terza serata).
La trasmissione si prefigge di far conoscere tradizioni, vita, feste e cultura ebraiche, in Italia e all'estero, informare sulle attività dell'Unione delle Comunità Ebraiche in Italia nonché proporre approfondimenti storici, presentare la realtà sociale in Israele ed esporre il punto di vista della religione ebraica su principali temi etici e sociali, rivolgendosi a un pubblico non ristretto ai soli appartenenti all'ebraismo.